# 546843 Xuzhijian
546843 Xuzhijian este o planetă minoră (asteroid) din centura de asteroizi. A fost descoperită pe 27 decembrie 2011 la  de Jin Zhangwei⁠(d) și a fost numită după Xu Zhijian⁠(d). 
Obiectul prezintă o orbită caracterizată de o semiaxă mare de 2,2854189158674 UAi, o excentricitate de 0,17093346045719, o înclinație de 6,3786534142553 ° în raport cu ecliptica.